# Rio São Manoel
Rio São Manoel är ett vattendrag i Brasilien. Det ligger i den centrala delen av landet, 1 400 km nordväst om huvudstaden Brasília.
I omgivningarna runt Rio São Manoel växer i huvudsak städsegrön lövskog. Trakten runt Rio São Manoel är nära nog obefolkad, med mindre än två invånare per kvadratkilometer.